# Comediògraf
Un comediògraf és un escriptor de comèdies. En llengua catalana, sobresurten els comediògrafs Francesc Fontanella (Barcelona, 1622 - Perpinyà, 1682 o 1683), autor de les obres Lo desengany i Amor, firmesa i porfia; Albert Llanas (Barcelona, 1841 - 1915); o Serafí Pitarra (Frederic Soler; Barcelona, 1839 - 1895).